# Masachapa FC
Masachapa Fútbol Club – nikaraguański klub piłkarski z siedzibą w mieście Masachapa, w departamencie Managua. Występuje w rozgrywkach Segunda División. Domowe mecze rozgrywa na obiekcie Estadio Municipal de Fútbol de San Rafael del Sur.

## Historia
Klub został założony w 2009 roku jako FC San Francisco Masachapa. W 2011 roku awansował do drugiej ligi nikaraguańskiej. Następnie przeniósł siedzibę do miasta San Rafael del Sur i występował jako San Francisco FC. W 2017 roku wywalczył awans do najwyższej klasy rozgrywkowej, spadł z niej jednak już po roku.
W późniejszym czasie klub wrócił do miasta Masachapa i w 2019 roku zmienił nazwę na Orgánica Masachapa. W 2023 roku awansował do Liga Primera, już pod nazwą Masachapa FC. Również kolejny pobyt klubu w pierwszej lidze trwał rok, ponieważ w 2024 roku zanotowali relegację do drugiej ligi.